# Wet op de economische delicten
De Wet op de economische delicten (WED, 22 juni 1950) is een kaderwet, die een opsomming bevat van economische misdrijven en overtredingen. Deze opsomming is zeer divers. Een boer die de mestwetgeving overtreedt kan bijvoorbeeld op basis van de Wet op de economische delicten worden vervolgd. Maar ook een overtreding van milieuwetgeving, het Vuurwerkbesluit of de Woningwet kan een economisch delict zijn. Berechting op grond van de Wet op de economische delicten vindt meestal plaats bij de economische politierechter of de economische kamer van de rechtbank.
De WED maakt vervolging en berechting mogelijk van overtredingen en misdrijven. In veel gevallen kan het voorkomen dat de straf voor een delict op basis van de WED hoger is dan de straf op basis van de overige wetgeving, zoals hierboven genoemd.

## Straffen en bevoegdheden
Behalve een opsomming van misdrijven en overtredingen bevat de Wet op de economische delicten ook bepalingen over de straffen die kunnen worden opgelegd. Afhankelijk van de ernst van het delict kan dit oplopen tot maximaal 6 jaar gevangenisstraf of een forse geldboete. 
Daarnaast regelt de wet de bevoegdheden die opsporingsambtenaren hebben. Bij een vermoeden dat er illegale medicijnen worden geïmporteerd, mag een vrachtwagen bijvoorbeeld onderzocht en gecontroleerd worden.

## Commune strafrecht
Ook het 'gewone', commune strafrecht (op basis van het Wetboek van Strafrecht) kent delicten die economisch van aard kunnen zijn. Voorbeelden hiervan zijn valsheid in geschrifte of bedrieglijke bankbreuk (fraude bij een faillissement). Deze misdrijven vallen niet onder de Wet op de economische delicten.